# Nazlı Çağla Dönertaş
Nazlı Çağla Dönertaş (Estambul, 1 de marzo de 1991) es una deportista turca que compitió en vela en la clase Laser Radial. Ganó una medalla de bronce en el Campeonato Europeo de Laser Radial de 2012.

## Palmarés internacional
| Campeonato Europeo | Campeonato Europeo | Campeonato Europeo | Campeonato Europeo |
| Año                | Lugar              | Medalla            | Clase              |
| ------------------ | ------------------ | ------------------ | ------------------ |
| 2012               | Hourtin (Francia)  | Medalla de bronce  | Laser Radial       |